# Comuna Kîșîn, Olevsk
Kîșîn (în ucraineană Кишинська сільська рада) este o comună în raionul Olevsk, regiunea Jîtomîr, Ucraina, formată din satele Bolearka, Kîșîn (reședința) și Zaboroce.

## Demografie
Componența lingvistică a comunei Kîșîn
     Ucraineană (99,57%)
     Alte limbi (0,39%)
Conform recensământului din 2001, majoritatea populației comunei Kîșîn era vorbitoare de ucraineană (99,57%), existând în minoritate și vorbitori de alte limbi.